# Округ Диксон (Тенеси)
Диксон (енгл. Dickson County) је округ у америчкој савезној држави Тенеси.

## Демографија
По попису из 2010. године број становника је 49.666, што је 6.51 (15,1%) становника више него 2000. године.
| Група             | 2000.          | 2010.          |
| Белци             | 40.020 (92,7%) | 44.880 (90,4%) |
| Афроамериканци    | 1.978 (4,6%)   | 2.056 (4,1%)   |
| Азијати           | 116 (0,3%)     | 226 (0,5%)     |
| Хиспаноамериканци | 484 (1,1%)     | 1.573 (3,2%)   |
| Укупно            | 43.156         | 49.666         |